# فرانك فيلاسكيز
فرانك فيلاسكيز (بالإسبانية: Frank Velásquez)‏ (12 فبراير 1990 في السلفادور - ) هو لاعب كرة قدم سلفادوري في مركز الهجوم. لعب مع منتخب السلفادور لكرة القدم الشاطئية.

## وصلات خارجية
- فرانك فيلاسكيز على موقع الاتحاد الدولي (مؤرشف)  (الإنجليزية)
- فرانك فيلاسكيز على موقع كووورة